# Propipeta

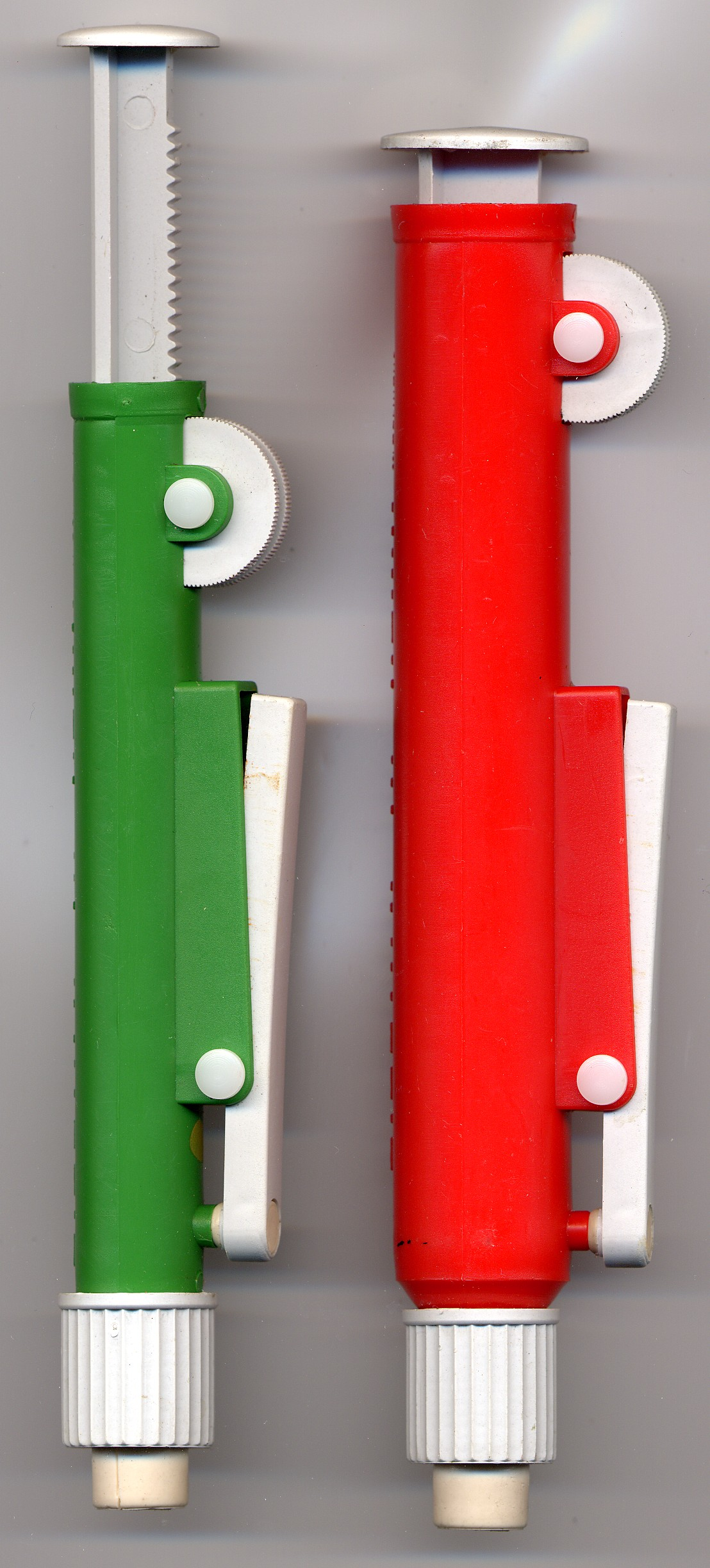
Una propipeta manual

Una propipeta o pipeteador es un instrumento de laboratorio que se utiliza junto con la pipeta para traspasar líquidos de un recipiente a otro evitando succionar con la boca líquidos nocivos, tóxicos, corrosivos, con olores muy fuertes o que emitan vapores.
La bomba mide de 3 mm a 11 mm de diámetro y suele ser de goma.
También se le denomina pera de goma de 3 vías o bulbo de succión.
Se coloca en la pipeta, en la parte que succionamos. Para utilizarlas debemos sacar el aire presionando la letra ¨A¨ y aplastando el bulbo central.
Para subir el líquido debemos presionar la letra ¨S¨, para eliminar el líquido debemos presionar la letra ¨E¨, si quedara alguna gotita debemos presionar la zona entre la letra ¨E¨ y ¨S¨. También existe una técnica llamada "Gonz" o "Técnica de Gonz" que consiste en eliminar el remanente de líquido de la punta de la pipeta presionado el bulbo más pequeño de la propipeta (en caso de que lo tuviese) junto con la válvula "E" o viceversa. Esta técnica permite eliminar el residuo de líquido de la punta de las pipetas sin necesidad de usar papel absorbente. La misma solo se puede aplicar para propipetas de goma que tengan un bulbo más pequeño al lado de la válvula "E". La técnica permite usar una parte de la propipeta que generalmente se desconocía su utilidad.   
También existen propipetas del tipo bolígrafo o pen, son ergonómicas y de fácil operación, están diseñada para ser utilizadas con una sola mano. Simplemente girando la rueda se logra un manejo preciso en la aspiración y dispensación de líquidos. Presionando la palanca lateral se logra un rápido dispensado del contenido completo. Son fácilmente desarmable para su limpieza. Resisten ácidos y álcalis. El color de las mismas indican su capacidad (ej: roja, capacidad máxima 25 ml; azul 6ml; verde 10 ml, etc)
En la actualidad también existen propipetas automáticas eléctricas que poseen regulador de velocidad de aspirado y dispensado, provistas de filtro hidrofóbico autoclavable que previene la sobre aspiración. Algunas incluyen adaptadores intercambiables para varios tipos de puntas (vidrio o plásticas de hasta 100 mL), indicador de batería baja y soporte incorporado que posibilita dejar la propipeta con la punta puesta cuando no se utiliza.
- Datos: Q6087957